# Vall de Ratera
La vall de Ratera és una vall d'origen glacial situada al sud del Pirineu axial a la capçalera de la vall del riu Escrita, al Parc Nacional d'Aigüestortes i Estany de Sant Maurici. Es troba dins el terme del municipi d'Espot, a la comarca del Pallars Sobirà. La vall segueix una direcció rectilínia sud-est nord-est, i està formada per una depressió central per on discorre el riu de Ratera; a la seva esquerra es troba la Coma d'Amitges, paral·lela a la vall.
La vall de Ratera és una vall penjada que excepte en la seva obertura pel sud-est a l'estany de Sant Maurici està rodejada d'una carena continua d'altes muntanyes, entre les quals destaca el Tuc de Ratera de 2.959 metres d'altitud.
El refugi d'Amitges està situat a cap el centre, a una altura de 2.365 metres, a la Coma d'Amitges, al sud de l'estany Gran d'Amitges.

## Geografia

### Cims, serres i colls
El conjunt de muntanyes entre el Tuc de Bergús i el Coll d'Amitges constitueixen la divisió d'aigües entre les conques mediterrània i atlàntica. En el sentit de les agulles del rellotge, començant en el punt més al nord i a l'est, es troben els següents elements geogràfics:

#### Vessant oriental (E)
- Montsaliente, de 2.890 metres.
- Pui Pla, pic de 2.831 metres d'altitud. A partir d'aquest pic la carena descendeix per formar l'apertura de la vall.
- Riu de Ratera. És un emissari de l'estany de Ratera, descendint pel centre de la vall cap a les cascades de Ratera. Als 2.110 metres d'altitud el riu creua la pista forestal que entra a la vall al conegut com Gual de Ratera.
- Pic sense nom, de 2.485,5 metres d'altitud.

#### Vessant meridional(S)
- Pic del Portarró, 2.734,3 metres d'altitud.
- Serra de Crabes.
- Coll de Bergús, de 2.669,3 metres.

#### Vessant occidental (O)
- Planell del Tuc de Bergús. A partir d'aquest punt la carena descendeix fins al 2.746 metres d'altitud, per tornar a pujar fins al Tuc de Ratera.

#### Límit septentrional (N)

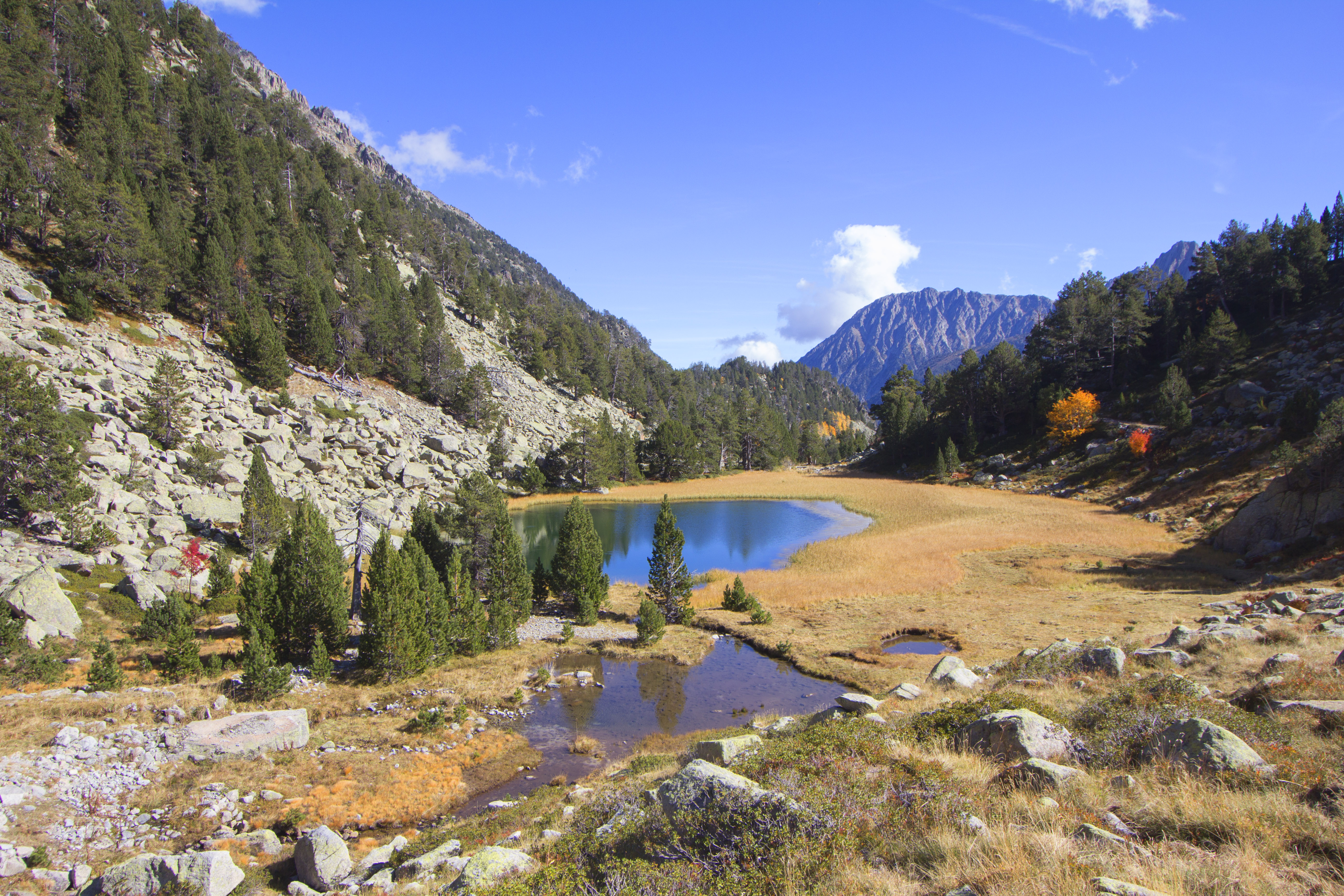
Estany de la Bassa

- Tuc de Ratera, de 2.861 metres d'altitud. Es el cim més alt de la vall. El seu fàcil accés així com les immillorables vistes sobre el circ de Colomers i la vall de Ratera fa que sigui un destí molt popular per part dels excursionistes.
- Port de Ratera, a 2.594 metres. És el pas natural que permet la comunicació entre la vall de Ratera, el circ de Saboredo i el circ de Colomers.
- Serra de Saboredo. Està formada per quatre cims entre els quals destaca el Pic de Saboredo amb 2.829,5 metres d'altitud i una bretxa central.
- Coll d'Amitges. Pas situat als 2.759,7 metres. Comunica la Coma d'Amitges de la Vall de Ratera al sud amb la conca de l'estany Gelat del circ de Saboredo al nord.
- Pic d'Amitges, de 2.849,5 metres.
- Canal de la Trampa, de 2.722,6 metres d'altitud.
- Pics de Bassiero. Conjunt de dos pics, el Bassiero Occidental, de 2.904 metres i el Bassiero Oriental, de 2.897,1 metres.
- Port de Sant Maurici, de 2.753,6 metres. Comunica la Coma de l'Abeller de la Vall de Ratera al sud amb la vall de Cabanes al nord.
- Montsaliente, de 2.890 metres.

#### Cims interiors
- Agulles d'Amitges. Dues agulles granítiques de gran verticalitat,de 2.661,1 i 2.661,5 metres d'altitud respectivament, ocupen una posició central a la Coma d'Amitges.
- Cresta de Bassiero. Conjunt de pics espadats amb una direcció nord-sud, separa la Coma d'Amitges a l'oest de les Agulles de Bassiero i la Coma d'Abeller a l'est. Al nord limita amb els Pics de Bassiero.
- Agulles de Bassiero.

### Estanys i Rius
La vall es pot dividir en dues conques, la formada per la depressió central de la vall de Ratera i la de la Coma d'Amitges.

#### Vall de Ratera

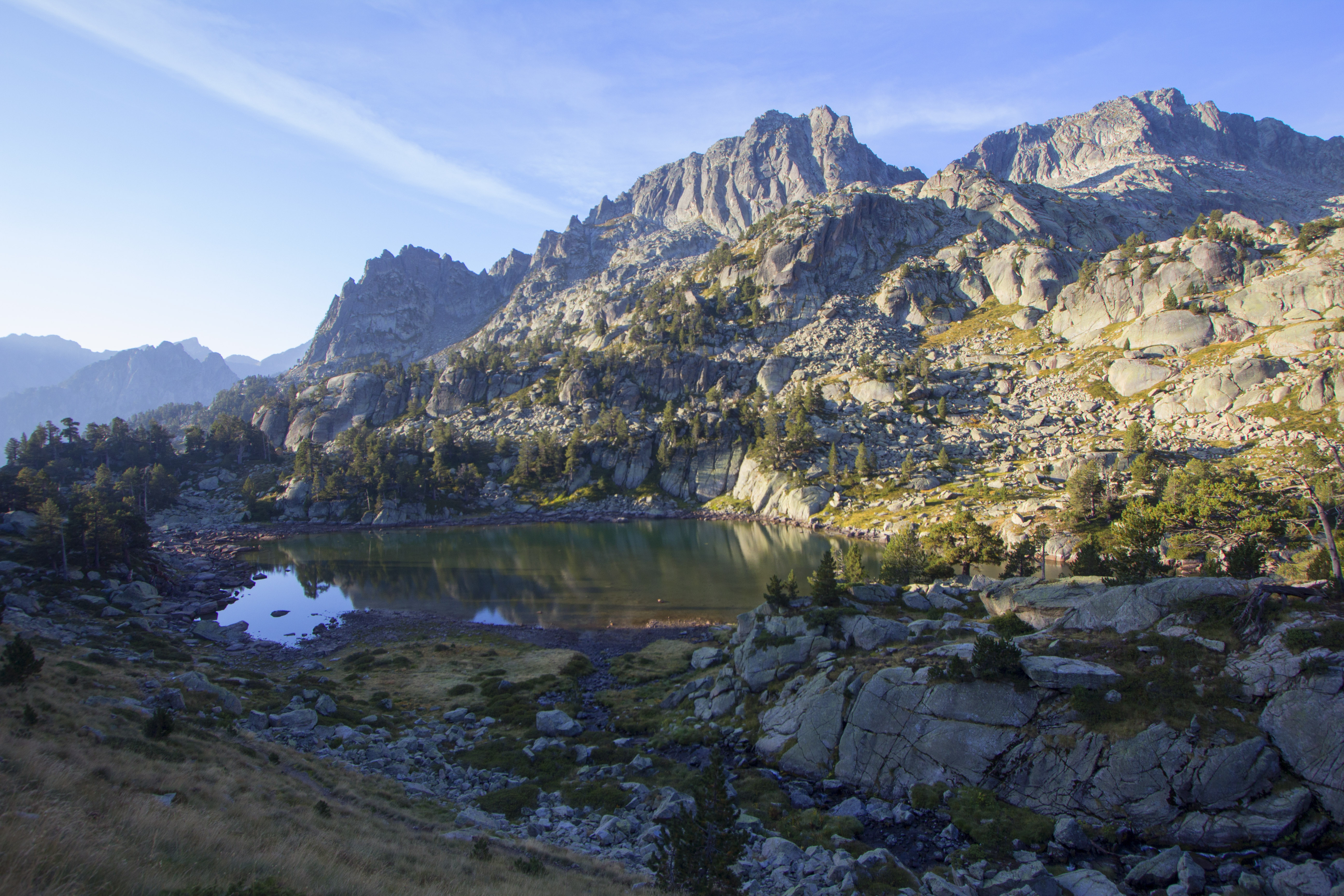
Estany de les Obagues de Ratera

El riu de Ratera neix a la capçalera de la vall, a l'estany del Port de Ratera. Descendeix per la part central de la vall de Ratera, formant una sèrie d'estanys al seu pas fins a descendir de forma brusca a la cascada de Ratera i desaiguar a l'estany de Sant Maurici. Els estanys de la depressió central són els següents:
- Estany del Port de Ratera, situat a 2.470 metres d'altitud. Desaigua en l'estany de les Obagues de Ratera.
- Estany de les Obagues de Ratera, a 2.225 metres. Desaigua en l'estanyola de Ratera.
- Estanyola de Ratera, a 2.150 metres. Desaigua en l'estany de Ratera.
- Estany de Ratera, a 2.130 metres. Desaigua en l'estany de Sant Maurici.
- Estany de la Bassa, a 2.172,9 metres. Desaigua en l'estany de Ratera.

#### Coma d'Amitges
- Estany dels Barbs, a 2.375 metres d'altitud. Desaigua en l'estany de la Munyidera.
- Estany de la Munyidera, a 2.367 metres. Desaigua en l'estany Gran d'Amitges.
- Estany Gran d'Amitges, estany represat ubicat a 2.363 metres. Desaigua a l'estany de la Llosa de Damont.
- Estany de la Llosa de Damont, a 2.355 metres. Desaigua al de la Llosa de Davall.
- Estany de la Llosa de Davall, a 2.326 metres. Desaigua a l'estany de Ratera.

## Excursions i travesses

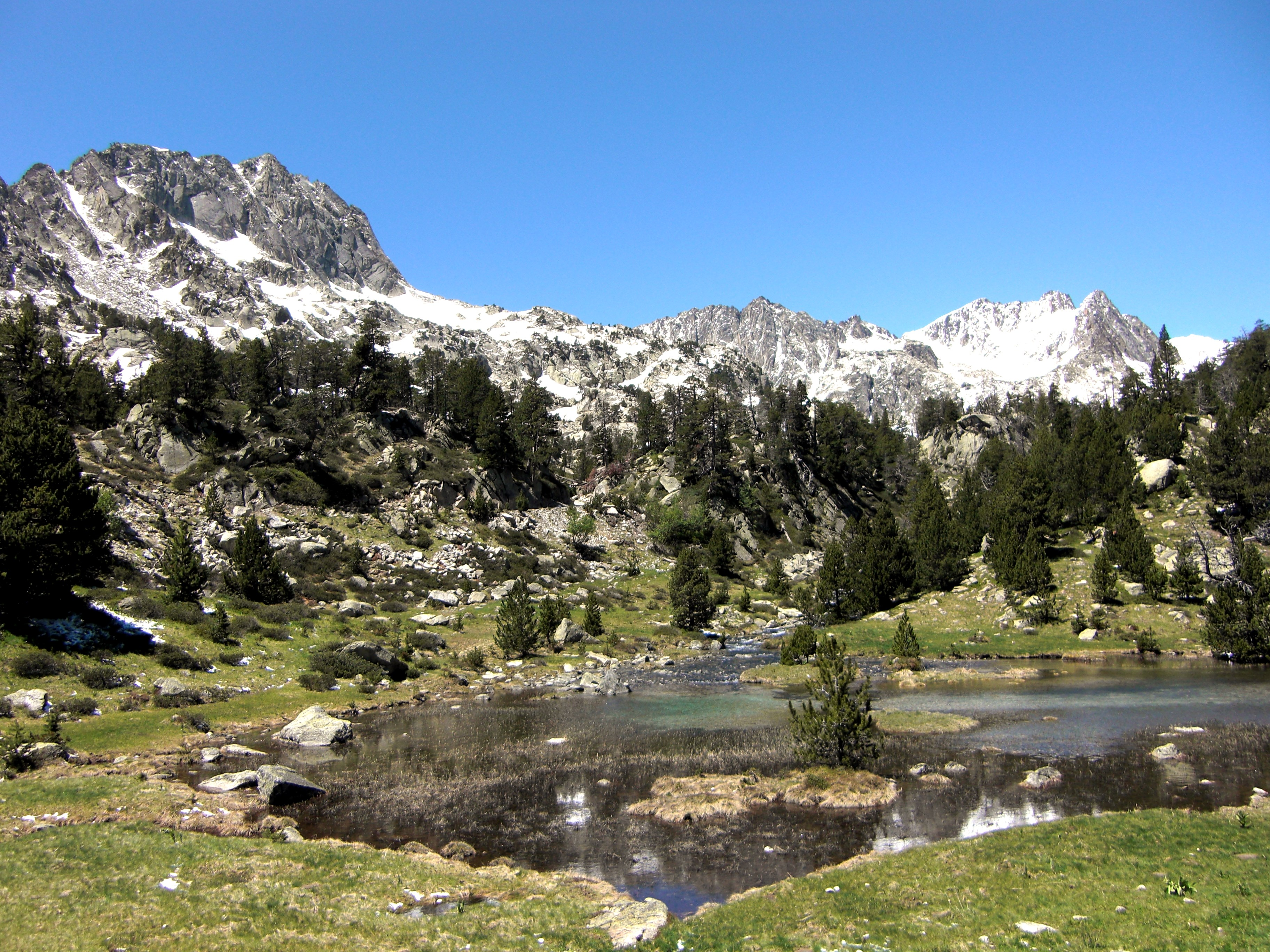
Estanyola de Ratera

### Refugi d'Amitges
A la Coma d'Amitges es troba el refugi d'Amitges, el qual serveix de base per realitzar múltiples excursions i travesses en qualsevol època de l'any.

### Senderisme
És l'activitat més popular que es fa a la vall de Ratera i totes les seves rodalies, encara que la seva pràctica està limitada als mesos on l'absència de neu ho permet. Hi ha diverses rutes ja establertes.

#### Carros de Foc
Carros de foc és una travessa circular molt popular que passa pels 9 refugis del Parc. A la vall té dues vies principals d'entrada:
- Port de Ratera, a l'oest de la vall, en direcció del refugi de Saboredo o del refugi de Colomers.
- Estany de Ratera, pels excursionistes procedents del refugi Mallafré.

### Escalada

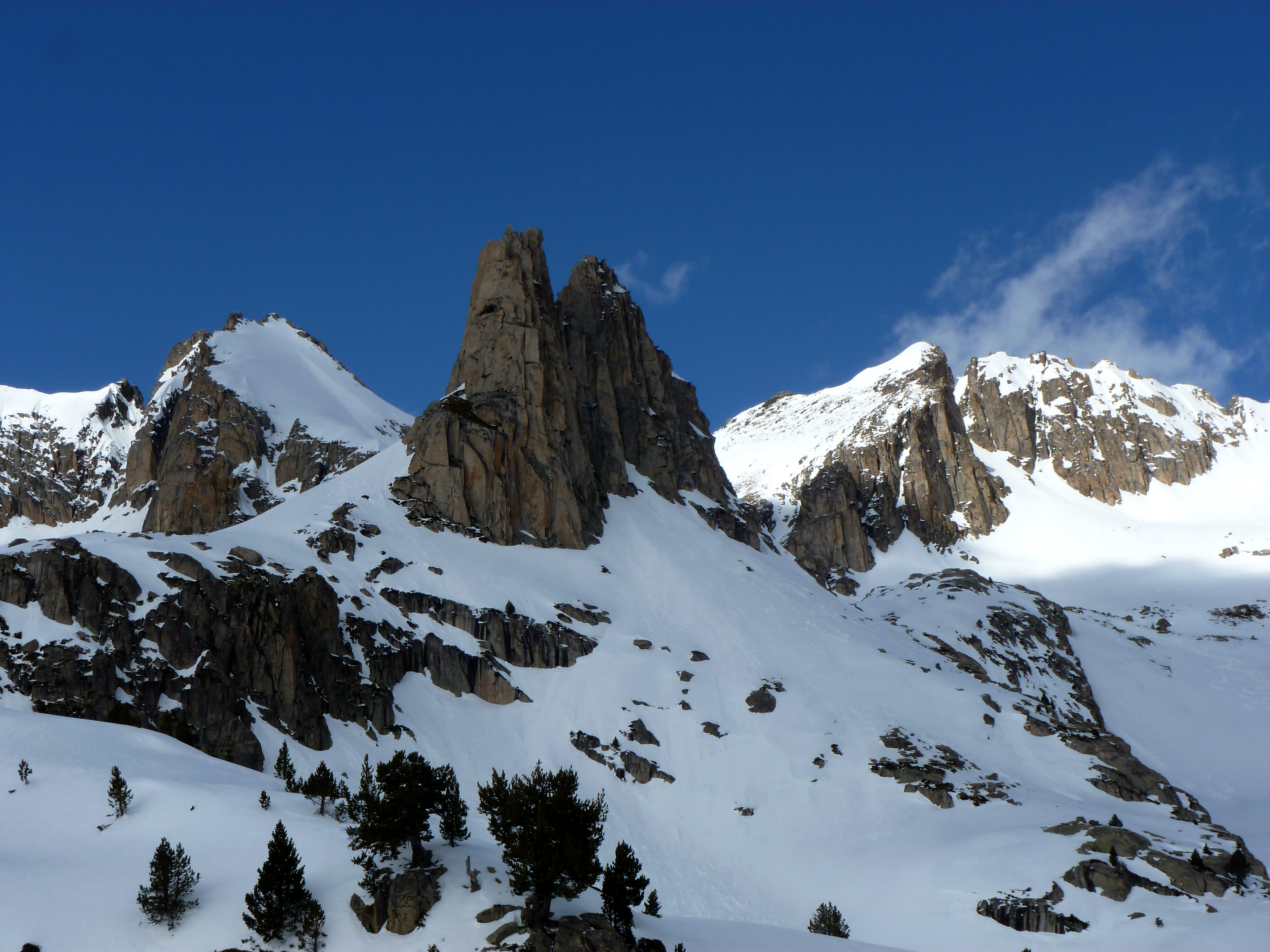
Agulles d'Amitges

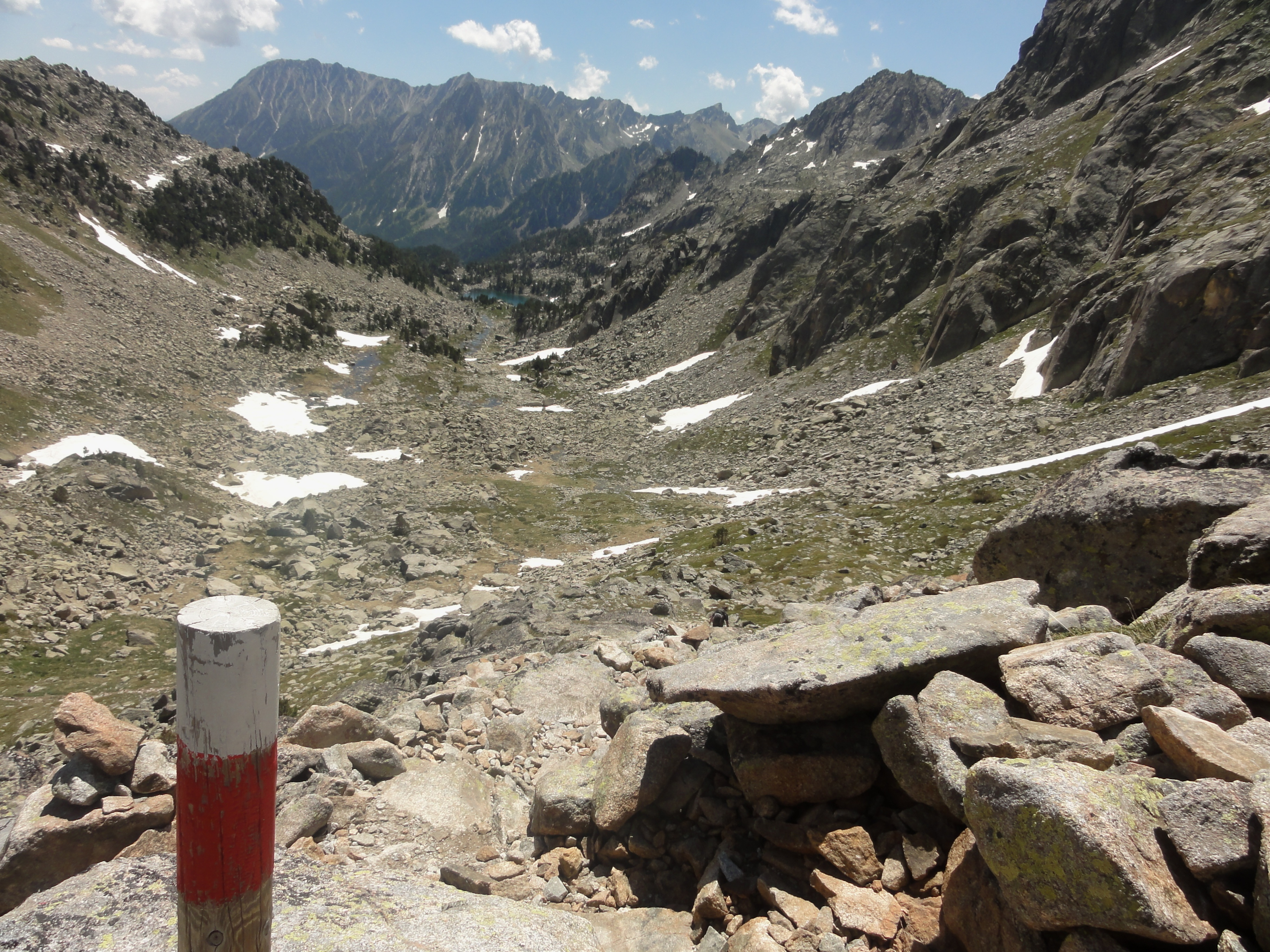
Vall de Ratera

#### Vies d'escalada
A la vall de Ratera hi ha una gran varietat de vies d'escalada, entre les quals destaquen les ascensions a les Agulles d'Amitges. Les següents taules mostren un resum d'algunes de les seves característiques:
Nombre de vies en funció del tipus d'escalada.
| Tipus     | Vies |
| --------- | ---- |
| Esportiva | 102  |
| Clàssica  | 135  |
| Gel       | 6    |
| Total     | 243  |

Categories de la classificació de les vies en funció del seu tipus d'escalada:
- Esportiva. Es prioritza la dificultat tècnica. Proposa l'ascensió de parets exclusivament en lliure i utilitzant la corda com a assegurança. Els punts d'assegurament son fixes.
- Clàssica. Es prioritza l'ascensió per on millor li sembla a l'escalador, que ha d'usar el material d'assegurament que porti.
- Gel. La seva pràctica requereix unes tècniques específiques atès que s'opera en unes condicions molt canviant.

Nombre de vies en funció del nivell d'equipament de la via.
| Nivell        | Vies |
| ------------- | ---- |
| Equipada      | 97   |
| Semi Equipada | 21   |
| No equipada   | 125  |
| Total         | 243  |

Categories de la classificació de les vies en funció del seu nivell d'equipament:
- Equipada: Via en la qual els punts d'assegurament són fixos; espits, parabolts o ancoratges químiques.
- Semi equipada: Via en la qual els passos clau i les reunions estan equipats, però no la resta de la via.
- No equipada: No hi ha cap passatge equipat.

Cal tenir en compte que l'escalada només està permesa a les vies catalogades. Cal autorització prèvia per obrir vies noves.

#### Enfilada d'Amitges
Des de l'any 2011 el Refugi d'Amitges organitza una trobada d'escaladors a les Agulles d'Amitges a finals d'agost o bé a començaments de setembre coneguda com l'Enfilada.